# Acy
Acy es una comuna francesa, situada en el departamento de Aisne, de la región de Alta Francia. Está integrada en la comunidad de aglomeración GrandSoissons Agglomération.

## Geografía
Acy está situada a 6 km al este de Soissons.

## Demografía
| 962 | 924 | 922 | 992 | 985 | 951 | 907 | 989 | 1 011 |
| Para los censos de 1962 a 1999 la población legal corresponde a la población sin duplicidades (Fuente: INSEE [Consultar]) |     |     |     |     |     |     |     |       |